# Battaglia di Kütahya-Eskişehir
La battaglia di Kütahya-Eskişehir (in greco Μάχες Κιουτάχειας-Εσκί Σεχίρ (Δορυλαίου)?, in turco Kütahya-Eskişehir Muharebeleri), o battaglia di Afyonkarahisar-Eskişehir fu combattuta tra il 10 e il 24 luglio (o 27 giugno e 10 luglio nel vecchio calendario, allora in uso in Grecia), 1921 quando l'esercito greco dell'Asia Minore sconfisse le truppe turche comandate da İsmet Pasha in difesa della linea di Kara Hisâr-ı Sahib (oggi Afyonkarahisar)- Kütahya - Eskişehir.
Gli eventi sono anche conosciuti secondo alcuni storiografici greci come le battaglie di Kutahya-Dorylaion e nella storiografia turca come le battaglie di Kütahya-Eskişehir (in turco Kütahya-Eskişehir Muharebeleri o Kütahya-Eskişehir Savaşları). Le battaglie rientravano nella più ampia campagna greca dell'Asia Minore e della guerra d'indipendenza turca del 1919-1922.
Strategicamente, la battaglia ebbe poca importanza poiché i greci non riuscirono a cogliere l'opportunità di accerchiare le truppe turche in ritirata. Ciò si rivelò in seguito un grave errore strategico, quando le due parti dovettero incontrarsi nuovamente durante la battaglia di Sakarya, molto più feroce, che capovolse le sorti a favore dei turchi.

## La battaglia
Dopo la loro sconfitta nella seconda battaglia di Inonu, il personale greco decise di sferrare un nuovo attacco per catturare le città di Afyonkarahisar, Kütahya ed Eskişehir con le loro linee ferroviarie interconnesse. Il re Costantino arrivò in Anatolia per ispirare i soldati e comandare l'attacco.
L'esercito greco riuscì a sfondare la resistenza turca e occupò le città di Kara Hisâr-ı Sahib (a marzo), e successivamente (a luglio) Kütahya ed Eskişehir (Dorylaion in greco), insieme alle loro linee ferroviarie di collegamento.
I turchi, nonostante la loro sconfitta, riuscirono a evitare l'accerchiamento e si ritirarono strategicamente a est del fiume Sakarya. Il 5 agosto 1921 İsmet Pasha fu sostituito da Birinci Ferik Fevzi Pasha come Ministro di Stato Maggiore (Erkân-ı Harbiye-i Umumiye Reis Vekili) del governo di Ankara dopo il suo fallimento nel controllare l'offensiva greca.
La leadership dello Stato e dell'esercito greco, tra cui il re Costantino, il primo ministro Dimitrios Gounaris e il generale Anastasios Papoulas, si incontrarono a Kütahya dove discussero del futuro della campagna militare. I greci rinvigoriti dal morale non riuscirono a valutare razionalmente la situazione strategica che favoriva la parte difensiva; al contrario, nel generale clima di entusiasmo, la dirigenza si polarizzò nella rischiosa decisione di perseguire un impegno contro i turchi sulla loro ultima linea di difesa, vicino ad Ankara. Solo poche voci sostennero una posizione difensiva, ma non vennero ascoltate.

Dopo un ritardo di quasi un mese, che diede sufficiente tempo ai turchi di organizzare le proprie difese, sette delle divisioni greche marciarono verso il fiume Sakarya.

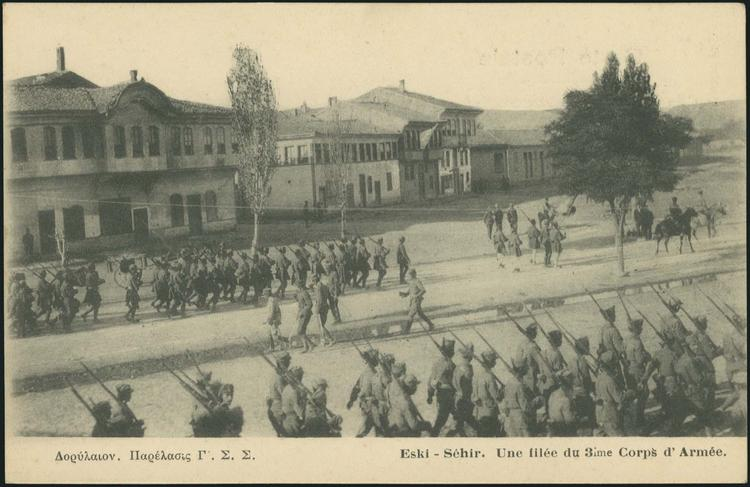
Esercito greco a Eskişehir
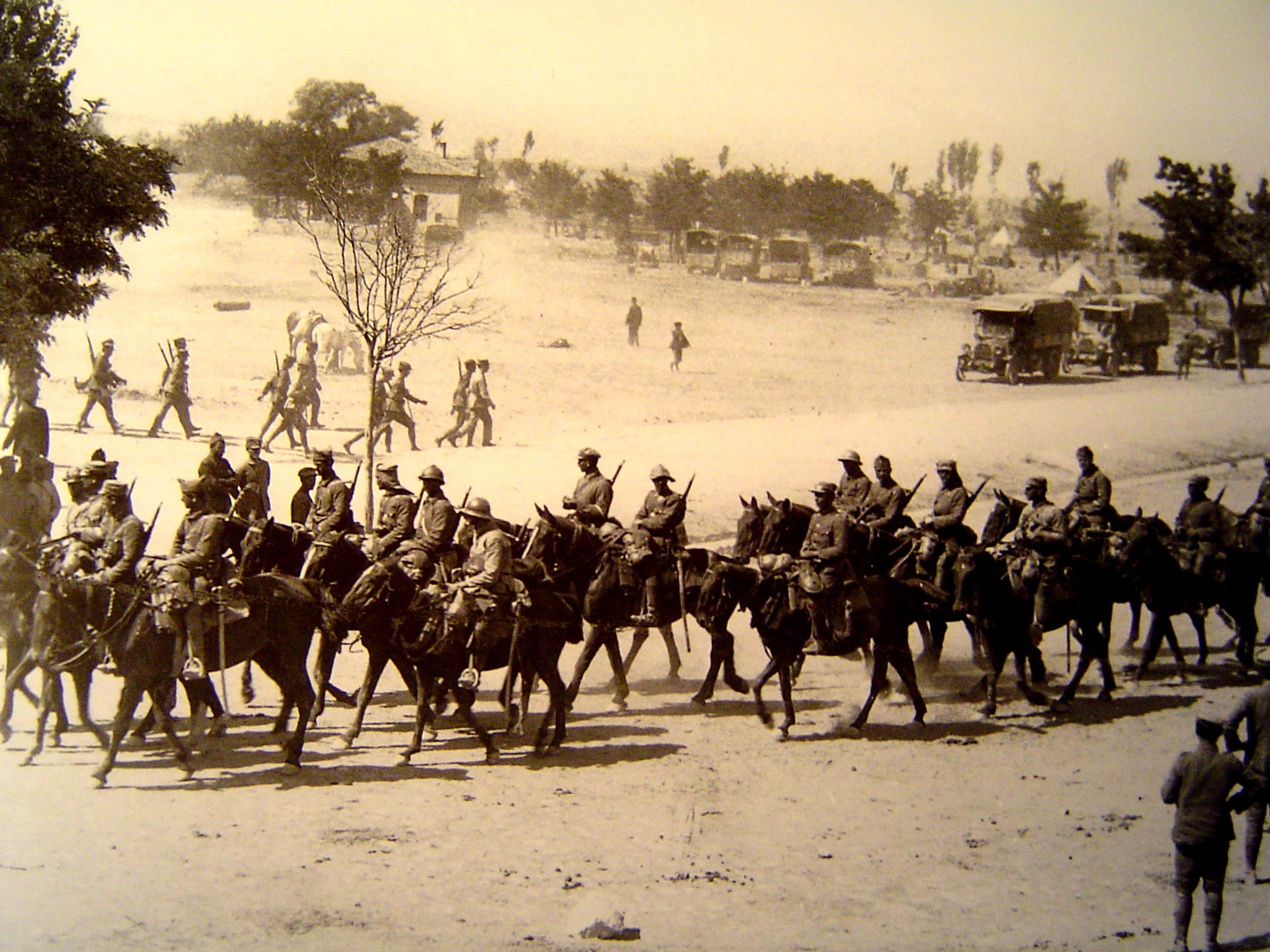
Cavalleria greca a Eskişehir